# Brian Kinney
Brian Kinney è un personaggio della serie televisiva Queer as Folk, interpretato da Gale Harold.

## Descrizione del personaggio
Personaggio estremamente complesso e affascinante che mostra profondi cambiamenti nel corso delle cinque stagioni, contraddistinto da una spiccata ironia, esteticamente bellissimo, Brian ha sempre manifestato superficialmente un grande interesse per il sesso fine a sé stesso. Terrorizzato dai sentimenti profondi, nel corso della sua vita ha preferito avere solo brevissimi incontri basati solo sul sesso, ma la sua fragilità e brama quasi disperata di essere amato è palese a chi lo conosce e lo osserva con cuore e sensibilità.

Migliore amico fin dai tempi del liceo di Michael, si è sempre divertito a stuzzicarlo, consapevole della forte attrazione che il ragazzo aveva per lui.
Di professione pubblicitario, è padre di Gus, avuto in provetta da Linz. 
Non ha mai avuto un buon rapporto con la sua famiglia d'origine, poiché ha un padre violento e alcolizzato e una madre disprezzante e molto cattolica, tanto da rivelare la sua omosessualità ai genitori in maniera fredda e distaccata; prova verso il padre un profondo disprezzo e una malcelata voglia di essere finalmente e giustamente amato, cosa che non avverrà mai perché l'uomo muore di cancro poco dopo il coming out del figlio, dopo avergli detto che dovrebbe morire lui al suo posto perché è gay.
Fin dall'inizio della storia si lega a Justin, che inizialmente sembra disprezzare per via del desiderio del ragazzo di intraprendere con lui una relazione; successivamente si lascia andare a un sentimento più puro, che proprio per la sua profonda paura di amare ed essere amato sembra palesarsi solo dopo che il giovane viene aggredito e picchiato da un compagno di scuola omofobo.
Nonostante il suo amore per il ragazzo diventi sempre più evidente agli occhi degli spettatori, in un processo graduale che si svolge puntata dopo puntata, Brian fatica sempre a esprimere con le parole il sentimento che nutre per Justin. 
Tuttavia, i suoi gesti, i suoi sguardi e le sue azioni denotano il grande affetto per il ragazzo, ma le trascorse vicende familiari e la sua profonda convinzione di non meritare di essere amato inculcatagli dagli stessi parenti, gli impediscono di aprirsi totalmente con il giovane.
Da tutti i suoi amici, perfino dal suo migliore amico Michael, Brian è sempre giudicato un grande egoista senza cuore, sebbene egli si riveli sempre disposto ad aiutarli in svariate occasioni. Il suo processo di crescita viene più volte bloccato dai suoi amici, perché ogni volta che Brian compie un gesto generoso e affettuoso, essi gli ricordano che quel gesto "non è da Brian Kinney".
Solo Justin sembra comprendere la sua vera natura, lo accetta e lo ama per quello che è.
Nella terza stagione, Brian aiuta il capo della polizia Jim Stockwell nella campagna elettorale per diventare sindaco, sebbene l'uomo sia palesemente omofobo e voglia chiudere diversi locali gay di Pittsburgh per "ripristinare la moralità". Denigrato da tutti per l'aiuto fornito al poliziotto, Brian tuttavia inizierà presto a tramare alle spalle di Stockwell stesso, spinto dall'attuazione dei piani dell'uomo sulla chiusura dei locali gay, e dal discorso che Justin gli fa sul poliziotto.
Licenziato dall'agenzia nella quale lavora, la Vanguard, a causa della scoperta del suo doppio gioco da parte di Stockwell, Brian realizza una pubblicità ai danni dello stesso Stockwell, il quale aveva coperto un suo poliziotto nell'omicidio di un ragazzo, spendendo tutti i suoi soldi per produrla e mandarla in onda regolarmente.
In seguito al licenziamento, Brian decide di aprire una propria agenzia pubblicitaria, la "Kinnetik", il cui nome gli viene suggerito dallo stesso Justin.
Nella quarta stagione, Brian scopre di avere il cancro al testicolo ed è tentato dal non farsi operare, terrorizzato dal fatto che quest'imperfezione segni l'inizio della fine di tutto ciò che ha: bellezza e successo. 
Decide comunque di operarsi all'insaputa di tutti e di sottoporsi alla radioterapia. Una volta ripresosi, partecipa alla Liberty Ride, compiendo un tragitto da Toronto a Pittsburgh in sella a una bicicletta. Nell'ultimo episodio della stagione, Brian chiede a Justin di ritornare a vivere con lui, sotto lo stesso tetto.
Nella quinta stagione, Justin ritorna da Los Angeles e le cose sembrano andare bene, fino a quando al Babylon non si presenta una sorta di "nuovo Brian Kinney": Brandon. Brian lo adocchia subito, lo segue nella dark room ma, al rifiuto dell'uomo, subito scatta con lui una competizione per "contendersi" il titolo di re indiscusso dei gay di Pittsburgh. Nel frattempo, Brian contrae la sifilide; Justin si preoccupa per le conseguenze che la malattia possa avere sul proprio compagno, il quale, però, ne fa una cosa da niente e lo liquida dicendogli che potrebbe essere stato proprio Justin stesso ad attaccargliela. Le cose fra i due cominciano quindi a incrinarsi e Justin, preparandosi in anticipo il borsone, consapevole del fatto che Brian non lo avrebbe mai fermato, decide di lasciarlo e di andarsene quindi dal loft. Pur soffrendo, Brian ingaggia una "sfida" con Brandon (il quale è stato bandito dal Babylon da Brian stesso per aver commesso atti osceni in luogo pubblico, ovvero la pista di ballo, e non in un posto adatto alla situazione, come la dark room): portarsi a letto i 10 gay più sexy di Pittsburgh. La sfida viene vinta da Brian ma, all'ultimo momento, decide di non riscuotere la vincita, ovvero fare sesso con Brandon. Lo riammette al Babylon, consapevole ormai del fatto che non ha alcun senso vietargli di entrare. Dopo aver finalmente saputo che il cancro è completamente sparito, Brian decide di festeggiare andando al Mardi Gras a Sydney; per questo motivo non partecipa alla raccolta fondi contro la Proposizione 14, mettendo però a disposizione il suo stesso Babylon per la festa. Mentre è a bordo del taxi che lo sta conducendo all'aeroporto, Brian sente alla radio la notizia di una bomba scoppiata proprio nel suo locale e dice subito al conducente di fermarsi e tornare indietro. Una volta arrivato sul luogo, pieno di ambulanze e gente ferita, corre verso Jennifer e Tucker, che se la sono cavata con qualche escoriazione: la donna gli dice che Justin è ancora dentro al Babylon. Brian corre subito all'interno del locale, urlando il suo nome fra cadaveri e pompieri: dopo qualche minuto scorge Justin, ferito lievemente alla testa, lo tira contro di sé e lo abbraccia. Fuori dal Babylon, Brian vede Michael, gravemente ferito, su una barella che sta per essere trasportato via in ambulanza; accompagna Debbie all'ospedale, dove suo figlio dovrà essere operato, e litiga con un dottore perché si è rifiutato di prelevargli il sangue utile a Michael per una trasfusione, essendo una categoria a rischio in quanto gay. Dopo aver raggiunto Debbie, la quale pregava, nella cappella dell'ospedale, Brian torna sul luogo dell'attentato per riabbracciare Justin; l'uomo è visibilmente spaventato per quanto successo e, finalmente, confessa i suoi sentimenti al ragazzo dicendogli quelle due parole che Justin ha sempre desiderato sentirsi dire: "Ti amo". Dopo aver avuto un incubo in cui vedeva sé stesso in una bara, Brian va a trovare Justin nel suo piccolissimo appartamento per vedere come sta e, inaspettatamente, gli chiede di sposarlo: Justin è alquanto sorpreso da quella proposta, tanto che gli risponde di no, dato che non ha nessuna intenzione di sposare qualcuno che crede che il matrimonio sia una cosa destinata, in qualsiasi modo, a fallire. Brian, però, non demorde e, portandolo in un bellissimo castello in West Virginia, lo sorprende nuovamente dicendogli che quel castello è loro. Justin, visibilmente commosso dopo una romantica quanto inaspettata seconda proposta di matrimonio da parte dell'uomo, finalmente accetta e i due finiscono per fare l'amore davanti al caminetto acceso. Le cose tra Brian e Michael che prima dell'operazione di asportazione della milza si erano un po' incrinate per alcune divergenze, ritornano quelle di una volta, tanto che Brian chiede al suo migliore amico di fargli da testimone: Michael accetta. Nel frattempo, Melanie e Lindsay decidono di trasferirsi a Toronto per vivere in luogo più sicuro e meno discriminante, ma prima devono avere il consenso dei padri dei loro figli: Brian, all'inizio, dà loro il consenso, salvo poi ricredersi quando Justin gli fa capire che lui non è come suo padre Jack e che ama suo figlio. Per questo motivo Brian nega l'assenso ma Lindsay gli fa capire che, pur rimanendo lontani, sia lei sia Melanie faranno di tutto per far sì che Gus non si dimentichi mai di lui. Intanto, il critico d'arte Sam Caswell, scrive un articolo su Justin, elogiandone il grande talento e prospettandogli una carriera in quel di New York; è proprio Lindsay a parlare di questo articolo a Brian, il quale tenta di convincere il compagno a provarci, ma Justin, dopo l'esperienza fallimentare di Los Angeles, dissente e continua con i preparativi per il matrimonio. Dopo aver rifiutato il go-go boy durante la propria festa di addio al celibato organizzata dai suoi amici e dopo aver proposto una serata di coccole a Justin, il quale è esterrefatto dal suo comportamento, Brian gli dice che vuole solo che lui sia felice, ma il ragazzo capisce che l'imminente matrimonio stia cambiando completamente Brian, rischiando di rinchiuderli in una trappola senza fine e non come il coronamento del loro amore. I due, allora, annunciano ad amici e parenti l'annullamento del matrimonio alla cena di prova. Con la sofferenza che gli si legge in volto, Brian fa l'amore con Justin prima che questi parta verso New York con la promessa che quello che li dividerà sarà "solo tempo" e che il loro amore sarà più forte di qualsiasi altra cosa. In seguito Brian viene raggiunto da Michael che gli propone di andare in quello che rimane del Babylon: lì i due amici ballano, senza musica,  nel locale distrutto, rievocando i vecchi tempi e immaginandosi il Babylon come era una volta, sfavillante, pieno di luci e colori e rivivendo la loro giovinezza ormai perduta; progressivamente vediamo la fantasia dei due divenire realtà: in un futuro incerto, ma non troppo lontano vediamo la discoteca ricostruita e riaperta al pubblico. Nel bel mezzo delle danze possiamo vedere i protagonisti del telefilm ballare e divertirsi come sempre: Ted con la sua vecchia fiamma Blake, Emmet con il suo nuovo amore, Michael e Ben, e infine Brian, che balla solo sul cubo, in attesa del ritorno di Justin.
Le immagini sono accompagnate dalla voce fuori campo di Michael: " E il thumpa thumpa continua... Sarà sempre così... Qualsiasi cosa accada, chiunque sia il presidente, come nostra signora della disco, la divina Gloria Gaynor ci ha sempre cantato... We will survive."